# Босс (телесериал)
«Босс» (англ. Boss) — американский телевизионный сериал в жанре политической драмы. Автором идеи сериала является Фархад Сафиния, в главной роли снялся Келси Грэммер. Телесериал снят компаниями Category 5 Entertainment, Grammnet Productions и Lionsgate Television. Первый сезон был показан на телеканале Starz в октябре — декабре 2011 года, второй сезон — в августе — октябре 2012 года. В ноябре 2012 года было объявлено о том, что работа над сериалом не будет продолжена, однако обсуждается возможность создания полнометражного фильма, в котором будут завершены начатые сюжетные линии.

## Сюжет
Том Кейн — могущественный мэр города Чикаго, на протяжении многих лет поддерживающий стабильные условия для руководителей местного бизнеса, которые, в свою очередь, своим влиянием на местах обеспечивают мэру поддержку в его политических делах. Кейн узнаёт, что болен неизлечимым нейродегенеративным заболеванием под названием деменция с тельцами Леви. Он решает скрыть свою проблему от жены Мередит, а также от ближайших помощников — Эзры Стоуна и Китти О’Нил. Болезнь усложняет мэру решение текущих проблем, хотя на первых порах никто из окружения не замечает никаких изменений. Все заняты подготовкой интриг, связанных с приближающимися губернаторскими выборами. В связи с этим всплывают новые факты, свидетельствующие о серьёзных злоупотреблениях, допущенных Кейном за долгий период его карьеры.

## В ролях

### Основные
- Келси Грэммер — мэр Том Кейн
- Конни Нильсен — Мередит Кейн, жена мэра
- Мартин Донован — Эзра Стоун, главный советник Кейна (в первом сезоне)
- Кэтлин Робертсон — Китти О’Нил, личный помощник Кейна
- Ханна Уэр — Эмма Кейн, дочь мэра
- Джефф Хэфнер — Бен Зейджак, казначей штата и кандидат в губернаторы
- Джонатан Грофф — Йэн Тодд, помощник Кейна (во втором сезоне)
- Сэна Латан — Мона Фредрикс, советник Кейна (во втором сезоне)

### Второстепенные
- Фрэнсис Гуинан — Макколл Каллен, действующий губернатор штата
- Николь Форестер — Мэгги Зейджак, жена Бена
- Ротими Акиношо — Дариус, торговец наркотиками, возлюбленный Эммы
- Карен Олдридж — доктор Элла Харрис, нейролог Кейна
- Трой Гэрити — Сэм Миллер, журналист газеты The Sentinel
- Джеймс Винсент Мередит — олдермен Росс
- Эми Мортон — сенатор Кэтрин Уолш, кандидат в губернаторы штата
- Рикардо Гутьеррес — олдермен Лало Мата (в первом сезоне)
- Джо Миносо — Моко Руис (в первом сезоне)
- Дженнифер Мадж — Дебра Уайтхед, сиделка (в первом сезоне)
- Тип «T.I.» Харрис — Трей Роджерс (во втором сезоне)
- Джон Хугенаккер — Дойл, прокурор штата (во втором сезоне)

## Список серий

### Первый сезон
| Номер | Название серии | Дата премьерного показа | Режиссёр        | Автор сценария           |
| ----- | -------------- | ----------------------- | --------------- | ------------------------ |
| 1     | «Listen»       | 21 октября 2011         | Гас Ван Сент    | Фархад Сафиния           |
| 2     | «Reflex»       | 28 октября 2011         | Джим Маккей     | Фархад Сафиния           |
| 3     | «Swallow»      | 4 ноября 2011           | Марио Ван Пиблз | Лин Грин и Ричард Левайн |
| 4     | «Slip»         | 11 ноября 2011          | Джим Маккей     | Брэдфорд Уинтерс         |
| 5     | «Remembered»   | 18 ноября 2011          | Жан де Сегонзак | Анджелина Бёрнетт        |
| 6     | «Spit»         | 25 ноября 2011          | Марио Ван Пиблз | Лин Грин и Ричард Левайн |
| 7     | «Stasis»       | 2 декабря 2011          | Жан де Сегонзак | Брэдфорд Уинтерс         |
| 8     | «Choose»       | 9 декабря 2011          | Марио Ван Пиблз | Фархад Сафиния           |

### Второй сезон
| Номер | Название серии        | Дата премьерного показа | Режиссёр            | Автор сценария    |
| ----- | --------------------- | ----------------------- | ------------------- | ----------------- |
| 1     | «Louder Than Words»   | 17 августа 2012         | Джим Маккей         | Ди Джонсон        |
| 2     | «Through and Through» | 24 августа 2012         | Жан де Сегонзак     | Брэдфорд Уинтерс  |
| 3     | «Ablution»            | 31 августа 2012         | Лесли Линка Глаттер | Анджелина Бёрнетт |
| 4     | «Redemption»          | 7 сентября 2012         | Фил Абрахам         | Джулия Хеберт     |
| 5     | «Mania»               | 14 сентября 2012        | Жан де Сегонзак     | Кевин Джей Хайнс  |
| 6     | «Backflash»           | 21 сентября 2012        | Марио Ван Пиблз     | Брэдфорд Уинтерс  |
| 7     | «The Conversation»    | 28 сентября 2012        | Жан де Сегонзак     | Анджелина Бёрнетт |
| 8     | «Consequence»         | 5 октября 2012          | Марио Ван Пиблз     | Пол Киблз         |
| 9     | «Clinch»              | 12 октября 2012         | Жан де Сегонзак     | Джулия Хеберт     |
| 10    | «True Enough»         | 19 октября 2012         | Жан де Сегонзак     | Ди Джонсон        |

## Награды и номинации
- В 2012 году Келси Грэммер был удостоен премии «Золотой глобус» за лучшую мужскую роль в драматическом телесериале. Также сериал «Босс» был номинирован на эту премию в категории «лучший драматический телесериал», где проиграл сериалу «Родина»[2].